# Frederick Baker
Frederick Douglas Stephan „Fred“ Baker (geboren am 26. Jänner 1965 in Salzburg; gestorben am 24. August 2020 in Wien) war ein österreichisch-britischer Filmemacher, Medienwissenschaftler und Archäologe.

## Leben
Er wurde in Salzburg als Sohn einer österreichischen Mutter und eines britischen Vaters geboren und wuchs in London auf. Nach seinem Abschluss an der Queen Elizabeth’s Grammar School for Boys in London Borough of Barnet studierte er Anthropologie und Archäologie am St John’s College, Cambridge, Tübingen und an der Universität Sheffield und promovierte an der Cambridge University.
Er war Senior Research Associate am McDonald Institute for Archaeological Research, Cambridge University, spezialisiert auf Digital Humanities, Heritage und prähistorische Felsbilder. Er war Mitbegründer des von der EU geförderten 3D Pitoti Digital Heritage Projekts und Co-Direktor des Cambridge University Prehistoric Picture Project.
Er lebte in London und Wien, produzierte und inszenierte Filme und schrieb Artikel und Bücher. In dem Buch The Art of Projectionism (2007) definierte er eine Projektionsschule für Film- und Medienkunst. In dieser Publikation präsentierte er auch "ambient film", ein Surround-Erlebnis, das in eigens entwickelten "ambient cinemas" gezeigt werden kann. Sein erster erzählerischer Ambient-Kurzfilm Ruhetag wurde 2007 in Wien uraufgeführt. 2007 drehte er eine Kurzdokumentation mit der österreichisch-amerikanischen Beat-Künstlerin ruth weiss mit dem Titel ruth weiss Meets Her Prometheus. Ring Road: A Viennese Odyssey, der erste Ambient-Spielfilm, wurde 2008 auf der Biennale in Sevilla uraufgeführt.
Zu seinen Interviewpartnern gehörten Yoko Ono, George H. W. Bush, Michail Gorbatschow, Václav Havel, Schimon Peres, Helmut Kohl, John Major, Michel Rocard, Tadeusz Mazowiecki, Amália Rodrigues, Kardinal Franz König, Lord Norman Foster, Sir Ernst Gombrich, Simon Wiesenthal, Prinz Louis Ferdinand von Preußen, Josef Stalins Enkel und Vivienne Westwood.
Baker lehrte Film an der Donau-Universität Krems und der Fachhochschule St. Pölten in Österreich. Er hat Vorlesungen über Film, Medien und Journalismus an der Bauhaus-Universität Weimar, der Universität der Künste Berlin und der Middlesex University in London gehalten. Außerdem unterrichtete er Film als Teil der Screen Media and Culture Group an der Cambridge University. Seine Spezialgebiete waren das österreichische Kino, die Neue Medienkunst und die Fernsehdokumentation. Für das Museum für Angewandte Kunst, Wien, schuf er 'Klimts Magic Garden: A Virtual Reality Experience by Frederick Baker' (2018).

## Filmografie
- 1994: Goodbye to Berlin's Big Brother (BBC Late Show)
- 1995–2000: Correspondent - 12 reports from Central Europe (BBC Current Affairs)
- 1995: Killing Time - the 48 hour week (BBC Assignment)
- Right to Reply - Bloody Bosnia (Channel 4) (1995)
- Stories My Country Told Me: The Meaning of Nationhood - Eric Hobsbawn and Slovakian Nationalism (for BBC Arena) (1996)
- Austrian-Jewish Cultural Festival (ORF Culture) (1996)
- Shopping for King Arthur (ORF Culture) (1996)
- Women Priests in England (ORF) (1996)
- The First Silent Night (BBC Music) (1997)
- Die erste Stille Nacht (Media Europa/ORF) (1997)
- Re-cycling Churches in England (ORF Religion) (1997)
- Fado: Religion und Music in Portugal (ORF Religion) (1997)
- The German Giant - Helmut Kohl (BBC Correspondent Special) (1998)
- Viennese Jews on the Thames (Austrian Cultural Institute, London) (1998)
- Big Brother - The Stasi - East Germany's Secret Police (BBC Correspondent Special) (1999)
- Magic Lantern: Václav Havel & Revolution (BBC Correspondent Special) (1999)
- Stille Nacht - Ein Lied geht um die Welt (Media Europa/ORF) (1999)
- Stalin- der Rote Gott (ORF / Rainer Moritz Arts) (1999)
- Rebuilding the Reichstag (BBC Omnibus) (1999)
- The Haider Show (BBC Correspondent) (2000)
- Stalin: Red God (BBC Arena) (2000)
- The Kabbala Oratorio (ORF - Bayern Alpha) (2002)
- Deutschland Deutschland: Sigmund Nissels musikalische Reise (ORF/3SAT) (2002)
- Imagine IMAGINE (BBC Arena/ORF) (2003)
- Creme Bavaroise: obazt is Gerhard Polt & die Biermöslblosn (Media Europa) (2003)
- Shadowing the Third Man (with Silverapples Media for BBC/ORF) (2004)
- Anziehendes Österreich - Modische Inszenierungen von Kopf bis Fuss (With Sandra Fasolt) (2005)
- Testing Mozart (BBC / ORF / Arte / Euroarts) (2006)
- ruth weiss Meets Her Prometheus (2007)
- Romy Schneider - Eine Frau in drei Noten (ORF/ARTE) (2008)
- Kultur des Widerstands (ORF/Filmbäckerei) (2010)
- Widerstand in Haiderland (Filmbäckerei/Polyfilm) (2010)
- Und Äktschn (2014)
- Und Äktschn: Making of (TV movie documentary) (2014)
- Prometheus Pitoti (short film) (2016)
- Cinema Austria: Die ersten 112 Jahre (TV movie documentary) (2020)

## Auszeichnungen
- Golden Halo, Best Virtual Reality Documentary, Amsterdam European VR days

VR Days Amsterdam, September 2017 Award for 360 VR film "Pitoti Prometheus" with Marcel Karnapke, Produced at Cambridge University and the Bauhaus University Weimar for the EU project 3D Pitoti.
- Best 3D-Animation

World 3D Guild, Liege, Belgium December 2016 Award for "Pitoti Prometheus" 360 VR film with Marcel Karnapke. Produced with McDonald Institute for Archaeological Research, Cambridge University & Bauhaus University Weimar, as part of the EU Project "3D Pitoti".
- Europa Nostra European Union Digital Research Prize 2016

Europa Nostra & European Union
- 2008: Homosexuell und dennoch Christ (ORF, Kreuz & Quer): Leopold Ungar Preis. Fredrick Baker wurde gemeinsam mit Sandra Fasolt für den Beitrag "Homosexuell und dennoch Christ" (ORF, Kreuz & Quer) mit dem Anerkennungspreis in der Kategorie TV ausgezeichnet. Der Bericht kratze massiv an Vorurteilen und stelle festgefahrene Haltungen der Kirche in Frage, so die Begründung der Jury -> Caritas Wien
- 2007: Shadowing the Third Man: Finalist, Hollywood Film Festival and Belgrade International Film Festival; Finalist, URTI International Film Festival, Monte Carlo.
- 2006: Shadowing the Third Man won 1st Overall Prize for best documentary at the Festival di Palazzo Venezia_Arte 2006 in Rome.
- 2005: Shadowing the Third Man was selected for the Cannes Film Festival. Imagine IMAGINE was awarded the World Gold Medal for feature documentaries in the category Film and Video at the New York Festivals 2005. Deutschland, Deutschland was awarded the Silver Remi at the Worldfest in the Houston International film festival.
- 2004: Stalin: Red God won a Bronze Remi at the Worldfest Houston - category History and Archaeology films. Imagine IMAGINE was awarded a Golden Prague award (Special Mention) in the documentary category at the 41st Golden Prague International Film Festival in the documentary category. Jury statement:"Through an iconic song, this film paints a colourful portrait of a global generation."
- 2003: Deutschland, Deutschland was selected as a finalist in the Hollywood Film Festival and  showcased at the Arclight Theater on Sunset Boulevard. It also made the finals of the PRIX EUROPA in Berlin, as one of the top ten in Europe in the multi-cultural documentary category - "Iris". The film was shortlisted for the Golden Prague Music documentary award in Prague. It was selected for the Academia festival in Olomouc and the Hradec Karlovy in the Czech Republic, and for the Golden Chest award in Bulgaria.
- 2002: Rebuilding the Reichstag won the Architectural Education award at 26th Festival International du Film d'Art et Pedagogique (FIFAP) Paris. Stalin: Red God was awarded the Golden Gate Award in the category History film at the 45th San Francisco International Film festival 2002. It was also a Finalist at the Banff film festival, the New York TV festival 2002.
- 2001: Stalin: Red God was jointly awarded the prize for best documentary at the 36th International Academia film festival in Olomouc, Czech Republic. It made the finals of the UNESCO festival in Paris, Maremma Doc, in Italy, and DocumentArt festival in Germany, Mediawave in Hungary, Palic in Yugoslavia & Booz, Allen Hamilton Award, Diagonale, Graz, Austria.
- 2001: The Correspondent series 2000 (including The Haider Show, Dr. Gross and Lojze Wieser) was awarded the prize for best TV Programme by the Royal Television society in London.
- 2001: The Haider Show was nominated for the Diagonale Documentary Prize, Graz.
- 2000: Rebuilding the Reichstag: Grand Prix at Techfilm 2000 - the 38th International Arts and Technology Film Festival, Czech Republic.
- 1997: Stories My Country Told Me: The Meaning of Nationhood - Eric Hobsbawn and Slovakian Nationalism: “Gold Hugo” – the top award in the category Social / Political Documentary, INTERCOM film festival, Chicago. Also selected for and shown at the Jewish Film Festival, Vienna 1998.

## Bibliografie
- Die beschämte Republik. Österreich 10 jahre nach Schwarz-Blau (Ed. with Petra Herczeg), Czernin Verlag, Vienna, 2010.
- The Art of Projectionism, Czernin Verlag, Vienna, 2007
- Salzburg Erlesen (edited by Frederick Baker), Wieser Verlag, Klagenfurt, 2007
- The Reichstag Graffiti / Die Reichstag Graffiti (with Norman Foster and Deborah Lipstadt), Jovis Verlag, Berlin, 2003
- "The Red Army graffiti in the Reichstag, Berlin: politics of rock-art in a contemporary European urban landscape" in European Landscapes of Rock-Art, edited by George Nash and Christopher Chippindale, Routledge, London, 2002
- Der dritte Mann: Auf den Spuren eines Filmklassikers (with Brigitte Timmermann), Czernin Verlag, Vienna, 2002
- Wiener Wandertage: eine Dokumentation (edited by Frederick Baker & Elisabeth Boyer), Wieser Verlag, Klagenfurt, 2002